# 藤田卯一郎
藤田 卯一郎（ふじた ういちろう、1906年9月20日 - 1968年7月8日）は、日本のヤクザ、右翼活動家。松葉会会長。茨城県水戸市出身。旧制水戸中学校卒業。若い頃は不退の軍治、晩年は殿さま軍治、よかろう軍治と呼ばれた。

## 来歴
旧制水戸中学校を卒業すると、上京し、退役海軍中将・高橋邦之介の書生となった。高橋邦之介は大和民労会の後援者だった。
昭和7年（1932年）春、関根組組長・関根賢の子分となった。
終戦直後、藤田は、兄弟分・益戸克己の口利きで、佐藤栄助（後の松葉会二代目、四代目）を舎弟とした。さらに、佐藤栄助は関根賢から盃を貰って、関根組の若衆となった。
昭和22年（1947年）7月8日、関根組は恐喝容疑で手入れを受けた。このとき、木津政雄が隠匿していた航空機用機関銃が発見された。機関銃の不法所持容疑により、関根賢、木津政雄など関根組幹部、多数の組員が、GHQに検挙され、軍事裁判を受けて服役した。関根賢は小菅刑務所に収監された。関根賢は留守を藤田卯一郎に任せた。これで、関根組は解散状態に追い込まれた。藤田は、新たに「藤田組」を結成し、組織の存続を図った。
昭和24年（1949年）3月、藤田組は、GHQによる団体等規正令により、解散を命じられて消滅した。
同年6月、関根組もGHQによる団体等規正令により、解散を命じられて消滅した。
昭和28年（1953年）3月に、関根組幹部だった久野益義、田山芳徳、木津政雄、和泉武志、武井紀義、山中吾一（後の榎戸一家五代目）らとともに、旧関根組と旧藤田組の組員を集めて松葉会を結成した。初代会長には、藤田卯一郎が就任した。松葉会の名称は、関根賢のかつての親分、河合徳三郎の家紋が「松葉」であったところから名付けられた。
関根賢は出所後に隠退し、関根建設社長に転進した。関根賢は、東京都葛飾区立石に自宅を移した。藤田卯一郎も関根賢の自宅近くに引越した。
昭和32年（1957年）2月、藤田卯一郎は、児玉誉士夫や関根賢の勧めに従い、松葉会を「政治結社松葉会」として届け出た。同年9月15日、松葉会は日比谷公会堂で発会式を行い、結成趣意書・四か条からなる綱領・役員人事を発表した。発会式は、児玉誉士夫や三浦義一、2人の自民党代議士など約2500人が集まった。藤田が会長となり、総務会長には久野益義、事務局長には小林清、幹事長には田山芳徳、綱紀委員長には木津政雄、組織委員長には和泉武志が就いた。同年11月28日、企画部長・志賀三郎が7人の会員を連れて、全学連と社会党と総評本部を訪れ、全学連を中心とした安保改定反対のデモ隊が国会に乱入したことに対する抗議書を、手渡した。
昭和35年（1960年）1月16日、岸信介首相を代表とする安保改定調印全権団の出発を阻止しようとした全学連に対し、松葉会は羽田空港に約200人を動員した。
同年4月2日、毎日新聞社襲撃事件が勃発した。
同年4月26日、安保改定阻止第5次行動に対して、藤田卯一郎は自らが先頭に立ち、松葉会会員400人を動員した。
昭和36年（1961年）10月、上萬一家五代目を継承した。
同年5月25日、二代目本多会・平田勝市会長と、五分の兄弟盃を交わした。
同年11月、兵庫県有馬温泉の「池の坊月光園」で、藤田卯一郎と平田勝市に、京都の中島連合会会長・図越利一、大阪の藤原会会長・藤原秋夫、大阪の直嶋義友会会長・山田祐作、名古屋の稲葉地一家総裁・上條義夫、静岡の中泉一家総長・播磨福作を加えた7人兄弟盃の和合式が行われた。
昭和40年（1965年）6月16日、警視庁組織暴力犯罪取締本部と上野警察署は、松葉会本部事務所と浅草の藤田卯一郎宅など4ヵ所を拳銃不法所持容疑で家宅捜索し、藤田卯一郎を全国指名手配した。同日深夜、藤田は札幌市内で、北海道警察捜査二課に逮捕された。同年9月20日、藤田は、松葉会解散を宣言した。同日、墨田区の妙見山法性寺で解散式が行われ、代紋入りの会旗を焼いた。
昭和43年（1968年）7月8日夜、藤田の知人が経営していた東京都新宿区の「ホテルみやこ」で、心筋梗塞の発作を起こして倒れ、死去。享年61。

## 藤田卯一郎 関連書籍
- 山平重樹『義侠ヤクザ伝 藤田卯一郎』幻冬舎＜幻冬舎アウトロー文庫＞、2003年、ISBN 4-344-40476-9

劇画
- 原作：山平重樹、脚本：天龍寺弦、画：池田鷹一『実録 義侠ヤクザ伝 松葉会 不退の軍治 藤田卯一郎 昭和の武士編』竹書房バンブーコミックス、2004年-2005年 3巻
  - 『実録 義侠ヤクザ伝 松葉会 不退の軍治 藤田卯一郎 昭和の武士編』2004年、ISBN 4-8124-6109-X
  - 『実録 義侠ヤクザ伝 松葉会 不退の軍治 藤田卯一郎 松葉会結成編』2005年、ISBN 4-8124-6126-X
  - 『実録 義侠ヤクザ伝 松葉会 不退の軍治 藤田卯一郎 炎の会旗編』2005年、ISBN 4-8124-6281-9

## 藤田卯一郎 関連オリジナルビデオ
- 『実録・不退の松葉』（2005年・2006年、GPミュージアムソフト）全2作
  - 『実録・不退の松葉』（2005年）主人公の藤田卯一郎役は岡崎礼→白竜
  - 『実録・不退の松葉 完結篇』（2006年）主人公の藤田卯一郎役は松方弘樹